# Barbora Škrlantová
Barbora Škrlantová, též Betyna Škrlantová, Bety Škrlantová nebo Betyna Kaninská-Škrlantová (1. června 1897 Praha – 26. října 1988 Praha), byla česká a československá politička a poválečná poslankyně Prozatímního a Ústavodárného Národního shromáždění a Národního shromáždění ČSR za Komunistickou stranu Československa.

## Biografie
Mládí prožila v Duchcově, kde žila již za první světové války. Její otec, Josef Rejfíř, byl vyslán za války jako člen protestní deputace proti chudobě do Vídně. Za trest byl pak poslán na frontu a zemřel. Barbora Škrlantová se v roce 1918 angažovala v přebírání moci v Duchcově do československých rukou, v prosinci 1918 byla řečnicí při manifestaci na duchcovském náměstí. Roku 1921 vstoupila do Komunistické strany Československa.
Za druhé světové války působila v odboji. V březnu 1943 byla zatčena i se svou dcerou a byla vězněna v koncentračním táboře Ravensbrück. Kromě toho se uvádí, že byla vězněna i na Pankráci, v Terezíně a Nové Roli.
V roce 1946 se uvádí jako úřednice, předsedkyně okresního národního výboru a bývalý politický vězeň. Bytem v Kladně. Předsedkyní ONV v Kladně se stala již v červnu 1945. Kromě toho byla členkou krajského sekretariátu KSČ.
V letech 1945–1946 byla poslankyní Prozatímního Národního shromáždění za KSČ. V parlamentu setrvala až do parlamentních voleb v roce 1946, pak se stala poslankyní Ústavodárného Národního shromáždění za KSČ a po volbách do Národního shromáždění roku 1948 se stala za KSČ poslankyní Národního shromáždění ve volebním kraji Karlovy Vary. Na poslaneckém postu setrvala jen do června 1949, kdy rezignovala. Místo ní nastoupil jako náhradník Josef Kotýnek.
Její manžel František Škrlant byl po druhé světové válce krajským politickým tajemníkem KSČ v Karlovarském kraji, v květnu 1949 byl z funkce odvolán, v roce 1968 byl ředitelem Ústavu dějin socialismu a po invazi vojsk Varšavské smlouvy do Československa mu byla znemožněna práce. Pronásledování postihlo i jeho manželku. Když v roce 1988 zemřela, odmítlo Rudé právo otisknout její nekrolog s poukazem na její politické názory z let 1968–1969. V roce 1987 ji ovšem k 90. narozeninám udělilo město Duchcov čestné občanství, na návrh Českého svazu žen.